# 표암 강세황 행서 팔곡병
표암 강세황 행서 팔곡병(豹菴 姜世晃 行書 八曲屛)은 대한민국 경상남도 밀양시 초동면, 미리벌민속박물관에 있는 병풍이다.
2011년 12월 29일 경상남도의 유형문화재 제517호 밀양미리벌민속박물관소장표암강세황행서팔곡병으로 지정되었다가, 2018년 12월 20일 현재의 명칭으로 변경되었다.

## 개요
표암 강세황(1713~1791)은 조선 후기의 문신으로 대표적인 문인화가이면서 뛰어난 서화평론가다. 본관은 진주, 자는 광지, 표암은 그의 호이다.
시서화 삼절로 영조, 정조의 특별한 배려를 받았고, 당시 서화계의 중추적인 인물로 남종화 문인화풍의 정착에 큰 역할을 했다. 단원 김홍도 등이 그의 영향을 받은 대표적인 서화가다.
이 병풍은 각 폭마다 행서로 3행씩 제1,2행을 각 7자, 제3행은 각 6자 모두 20자씩 들어 있는 강세황 행서의 전형적인 작품으로 자연스러우면서도 힘이 있으며, 예술적 성숙도가 가미된 실린 우수한 작품이다.

## 같이 보기
- 강세황

## 참고 자료
- 표암 강세황 행서 팔곡병 - 국가유산청 국가유산포털